# 阿阿铁路
阿阿铁路，即阿克苏至阿拉尔铁路，该铁路自南疆铁路萨特玛站引出，经阿瓦提县，新疆生产建设兵团第一师七团、八团、九团、十团至阿拉尔市，利用阿拉尔客运中心改造后作为阿拉尔站。2022年1月10日，正式建成通车。

## 概况
线路总长114.6公里，为单线、Ⅱ级铁路，内燃、预留电化条件，速度120公里/小时，项目总投资35.12亿元，途径阿克苏市、阿瓦提县至阿拉尔市，全线特大、大中桥58座，预计到2025年实现客流量49万人次、货运367万吨。沿途近期设萨特玛、阿瓦提、塔门和阿拉尔4座火车站。其中萨特玛站为铁路新建部分与既有南疆铁路的接轨会让站、阿瓦提站和阿拉尔站为中间站，塔门站为会让站。
阿阿铁路旨在加快推进新疆兵团向南发展，补齐南疆新疆兵团交通基础设施短板，是打造“轨道上的阿拉尔”的重要载体。将为第一师阿拉尔市打造“进得来、出得去、跑的快”的南疆综合立体交通枢纽和建设新疆兵团南疆中心城市进一步奠定基础。

## 历史
2020年4月29日，阿阿铁路正式开工建设。
2021年5月25日，阿阿铁路跨省道大桥连续桥梁顺利合龙。9月26日，阿阿铁路铁路全线正式铺轨。11月11日，全线铺轨贯通。12月15日，阿阿铁路顺利通过动态验收。
2022年1月10日，阿克苏至阿拉尔铁路开通运营。